# Judith Brito
Judith Brito   (Itatiba, 1958) és una politòloga i periodista brasilera. Es llicencià en administració pública per la Fundació Getulio Vargas, i té un màster en ciència política per la Universitat Catòlica. Desenvolupa activitats professionals per al grup Folha de S. Paulo; fou presidenta de l'Associació Nacional de Diaris.
Judith Brito treballà com a investigadora en ciència política en la dècada de 1980, al Centre Brasiler d'Anàlisi i Planejament, i en el desaparegut Institut d'Estudis Econòmics, Socials i Polítics de São Paulo. Fou docent durant quatre anys de la Fundació Getúlio Vargas.
En les eleccions de 1982 fou regidora pel Partido dos Trabalhadores.

Judith sosté que els mitjans de comunicació han pres el paper de l'oposició als governs populars de Lula i Dilma:
| « | «La llibertat de premsa és un bé comú que s'ha de limitar. En aquest dret general, el contrapunt és sempre una qüestió de responsabilitat dels mitjans i, per descomptat, els mitjans de comunicació estan fent el paper de l'oposició en aquest país, perquè l'oposició està profundament afeblida. I aquest paper d'oposició i investigació molesta molt al govern». | » |

## Obres publicades
- Judith Brito, Ricardo Pedreira. ANJ-Associação Nacional de Jornais. As melhores primeiras páginas dos jornais brasileiros (en portugués), 2010, p. 216. ISBN 8562795011.
- Judith Brito. Independent Publisher. Las Mágicas Aventuras de Sebastian Y Su Abuelito (en portugués), 2010. ISBN 1450716547.
- Judith Brito. Mãe é Mãe (en portugués), 2005. ISBN 85-7402-566-6.
- Judith Brito. Ah! O Amor... (en portugués), 2006. ISBN 85-7402-725-1.